# Peter Karam
Peter Karam (ur. 5 września 1959 w Bejrucie) – libański duchowny maronicki, od 2019 biskup kurialny Antiochii, od 2024 administrator apostolski sede vacante et ad nutum Sanctae Sedis Eparchii Matki Boskiej Libańskiej w Paryżu. 

## Życiorys
Święcenia kapłańskie przyjął 2 stycznia 1988 i został inkardynowany do eparchii Brooklynu. Od 1994 był prezbiterem eparchii w Los Angeles. Pracował głównie jako duszpasterz parafialny i przełożony maronickich misji. Był też m.in. dyrektorem kurialnych wydziałów ds. ochrony nieletnich oraz ds. formacji kapłańskiej.
Został mianowany biskupem kurialnym Antiochii. 15 czerwca 2019 papież Franciszek zatwierdził ten wybór, nadając mu stolicę tytularną Arca in Phoenicia. Sakry udzielił mu 31 lipca 2019 kardynał Béchara Boutros Raï. 29 maja 2024 ten sam papież mianował go administratorem apostolskim  sede vacante et ad nutum Sanctae Sedis Eparchii Matki Boskiej Libańskiej w Paryżu. 